# Asesinato de Carol Ann Dougherty
El asesinato de Carol Ann Dougherty, una niña de 9 años, ocurrió en Bristol, Estados Unidos, el 22 de octubre de 1962. Su cuerpo fue hallado en la Iglesia Católica Romana de San Marcos, donde se había detenido a orar mientras iba a devolver libros de la biblioteca. El caso sigue sin resolverse y se siguen buscando pruebas.

## Crimen
En la tarde del 22 de octubre de 1962, Carol Ann Dougherty salió de su casa en el municipio de Bristol para devolver libros a la Biblioteca Pública de Bristol.  Condujo en bicicleta hacia la biblioteca, pero se detuvo en la iglesia de San Marcos en el camino, ya que era su costumbre decir una oración al pasar.  Cuando no regresó a casa a las 4:30 p.m., sus padres se preocuparon y fueron a buscarla.  Su padre, Frank Dougherty, encontró su cuerpo en un rellano que conducía al coro de la iglesia alrededor de las 6:00 p. m.  Había sido agredida sexualmente y estrangulada hasta la muerte.  La policía determinó que probablemente fue atacada alrededor de las 3:35 p.m. 

## Investigación
La investigación inicial fue realizada conjuntamente por la policía de Bristol, dirigida por el jefe Vincent Faragalli, y la policía estatal de Pensilvania.  La evidencia recolectada incluyó vello púbico encontrado en la mano de Carol.  A lo largo de los años se investigaron varios sospechosos, entre ellos:
- Frank Zuchero, un manitas borracho visto cerca de la iglesia, que inicialmente confesó pero luego fue considerado no creíble;
- Wayne Roach, un joven de 19 años cuyos padres informaron haber encontrado el nombre de Carol escrito en su cuaderno;
- Joseph Sabadish, un sacerdote de San Marcos cuya coartada resultó ser falsa;
- William Schrader, quien fue visto fuera de la iglesia poco después de la hora estimada del asesinato.

A pesar de una extensa investigación, que incluyó pruebas de polígrafo y testimonios ante el gran jurado, nadie fue acusado del crimen. 

## Desarrollos posteriores
El caso fue reexaminado varias veces a lo largo de las décadas, entre ellas:
- En 1992, cuando el Bucks County Courier Times publicó una serie sobre el caso sin resolver; [4]
- En 1994, cuando un gran jurado escuchó el testimonio de sospechosos y testigos; [4]
- En 2016, cuando la oficina del Fiscal General de Pensilvania entrevistó a un acusador de Joseph Sabadish como parte de una investigación más amplia sobre el abuso del clero . [5]
- En 2024 se enviaron pruebas de ADN para analizar y ver si se podía encontrar una posible coincidencia.[6]

## En la cultura popular
- En 2022, la resolución del asesinato de Marise Chiverella dio lugar a nuevas conversaciones sobre los dos casos de Pensilvania. [7]
- En 2024, el podcast sobre crímenes reales The Coldest Murder ayudó a que el caso volviera a la conciencia pública. [8] [9]